# Andrea Cedrón
Andrea del Rosario Cedrón Rodríguez, född 24 december 1993, är en peruansk simmare.
Cedrón tävlade för Peru vid olympiska sommarspelen 2012 i London, där hon blev utslagen i försöksheatet på 400 meter frisim. Vid olympiska sommarspelen 2016 i Rio de Janeiro blev Cedrón utslagen i försöksheatet på 200 meter frisim.